# Aeroportul Shark Bay
Aeroportul Shark Bay (IATA: MJK, ICAO: YSHK) este un aeroport din Australia de Vest, Australia.
Situat la o altitudine de 39 m, aeroportul dispune de o singură pistă.